# East Norriton Township (comté de Montgomery, Pennsylvanie)
Pour les articles homonymes, voir East Norriton Township.
East Norriton Township est un township du comté de Montgomery, en Pennsylvanie, aux États-Unis.